# RPG-18

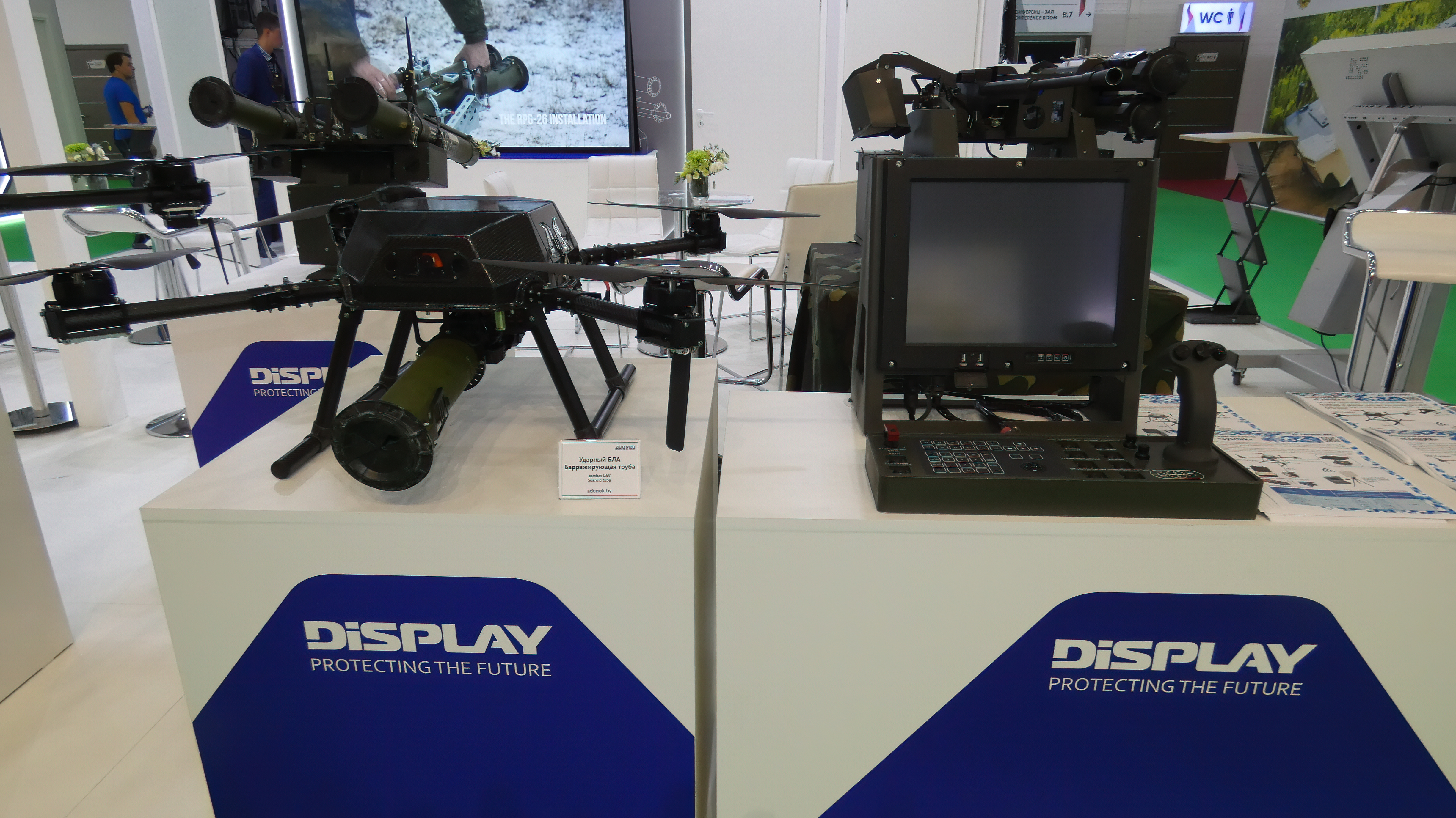
Complesso "Barrage pipe"

L’RPG-18 è un razzo controcarro sovietico, analogo all'M72 LAW statunitense. Come gli statunitensi rimasero impressionati dagli RPG-7 in Vietnam, anche i sovietici restarono interessati alla maneggevolezza dei piccoli LAW, lanciarazzi da 2,36 kg e razzo che entro i 160-300 metri poteva perforare, con i suoi 66mm, quasi lo stesso spessore degli RPG. Così pochi anni dopo nacque l'RPG-18, con calibro di 66mm e perforazione di 300mm. Esso ha la solita forma del M72, pesa circa 2,5 kg, ha una struttura in metallo e vetroresina con tubo telescopico, semplici dispositivi di mira e pulsante di lancio. Quando l'operatore vede un bersaglio, libera il tubo coassiale, alza la tacca di mira e spara.
Se poi sia meglio avere 3-4 M72/RPG-18 ciascuno con contenitori monouso, oppure un RPG-7 con 3-4 razzi, è arduo dire. L'unica cosa certa è che gli M72 possono essere portati in piccolo numero anche come arma supplementare per un fante "normale", cosa non possibile per il potente RPG-7.
L'RPG-18 aveva i limiti tipici delle armi leggere LAW americane di cui era copia conforme, e serviva una maggiorazione della potenza per battere i carri sempre più potenti, così negli anni '80 venne studiata una versione ingrandita, con calibro di 80mm, designata RPG-22, con 400+mm di perforazione e 300 metri di gittata. Esso è stato usato anche nell'ex-Jugoslavia, come tutte le altre RPG. Essa è potente come l'RPG-7, probabilmente è ricaricabile, ma molto meno ingombrante. Resta solo la gittata minore.